# Mahmud Nedim Pascià
Pascià Mahmud Nedim (1818 – Costantinopoli, 14 maggio 1883) è stato un politico ottomano, di origini georgiane.
Servì come Gran Visir dell'Impero Ottomano tra il 1871–1872 e il 1875–1876.

## Biografia
Era il figlio di Mehmed Necib Pascià, governatore generale di Baghdad. Dopo aver occupato vari posti subordinati alla Sublime Porta, divenne sottosegretario di Stato agli affari esteri, governatore generale di Damasco e Smirne, ministro del commercio e governatore generale di Tripoli. Fu anche successivamente ministro della giustizia e ministro della Marina nel 1869, e infine gran visir (identico a un primo ministro a questo punto dell'Impero) due volte dal 1871 al 1872 e dal 1875 al 1876.
Aveva i favori del sultano Abdülaziz e subì molto l'influenza del generale Nicholas Pavlovich Ignatiev, il vigoroso ambasciatore russo, prima della guerra russo-turca (1877-78), la sua percepita sottomissione alla Russia gli fece guadagnare il soprannome di "Nedimoff". La sua amministrazione è stata perlopiù infruttuosa sotto ogni punto di vista, ed è stato in gran parte responsabile dell'emissione del decreto di sospensione degli interessi sui fondi turchi. Fu ministro degli interni dal 1879 alla fine del 1882.